# كالوم سميث (لاعب كرة قدم)
كالوم سميث (بالإنجليزية: Callum Smith)‏ هو لاعب كرة قدم بريطاني في مركز الهجوم، ولد في 13 نوفمبر 1999 في كودنبيت ‏ في المملكة المتحدة. لعب مع دونفرملين أثلتيك.

## وصلات خارجية
- كالوم سميث (لاعب كرة قدم) على موقع الاتحاد الأوربي (الإنجليزية)
- كالوم سميث (لاعب كرة قدم) على موقع قاعدة بيانات كرة القدم.إي يو (الإنجليزية)
- كالوم سميث (لاعب كرة قدم) على موقع Soccerbase.com (لاعب) (الإنجليزية)